# Trasówka
Trasówka − dokument ewidencyjny przedsiębiorstwa z informacjami o zaplanowanych wizytach i spotkaniach z podziałem na klientów i kontrahentów o określonym potencjale i wybranymi parametrami, którzy spełniają kryteria wyboru i należą do wybranego rejonu, czyli którzy mogą uczestniczyć w wybranym typie wizyt. Zawiera dzień wizyty lub spotkania, godzinę, nazwę partnera, adres, trasę przejazdu, przebyte kilometry, stan licznika pojazdu, ilość zatankowanego paliwa, miejsca postoju, zdarzenia, które chcemy planować np. kontakty, rozmowy, wizyty handlowe, aktywności jakie podjęliśmy i wyznaczone zadania do zrealizowania.
Prowadzenie takiej ewidencji pomaga uzyskać listę klientów ułożoną najpierw według potencjałów, potem według liczby dni od ostatnich odwiedzin. Najpierw się pojawiają klienci którzy nigdy nie zostali odwiedzeni, potem reszta klientów uporządkowana chronologicznie od tych którzy byli odwiedzeni najdawniej do tych którzy zostali odwiedzeni niedawno.
Można stworzyć plan wizyt indywidualnych czy też handlowych w określonym czasie najczęściej jest to jeden tydzień.
Trasówki są wykorzystywane w firmach korzystających z sieci mobilnych sprzedawców.